# Планета с благом
Планета с благом (енгл. Treasure Planet) амерички је анимирани научнофантастични акционо-авантуристички филм из 2002. године, синмљен у продукцији Волт Дизни фичер анимејшона и објављен од Волт Дизни пикчерса. Ово је 43. Дизнијев анимирани дугометражни филм, са премијером одржаном 27. новембра 2002. Филм је научнофантастична прерада романа Острво са благом писца Џејмса Њутон Хауарда, као и први филм који је истовремено објављен и у стандардним и у ИМАКС позориштима. Филм се у Србији емитовао 31. децембра 2006. године на РТС 1 и РТС 2 каналима, синхронизован на српски. Синхронизацију је урадио студио Лаудворкс.

## Радња
Интергалактички лов на благо почиње кад храбри тинејџер Џим Хокинс налази мапу највећег блага у свемиру. Kао радник на блиставој соларној галији, Џим се спријатељује с бродским куваром, киборгом Џоном Силвером.
Петнаестогодишњи Џим Хокинс налази мапу огромног гусарског блага које се налази у свемиру. Прича прати величанствено Џимово путовање кроз паралелни свемир на бљештавој свемирској галији. Спријатељивши се са Џоном Силвером, харизматичним бродским куваром киборгом, који је получовек, а полумашина, Џим напредује под његовим вођством, док се заједно с ванземаљском посадом бори против супернова, црних рупа и разбеснелих свемирских олуја. Али још већа опасност му прети кад открије да је његов верни пријатељ Силвер заправо препредени гусар који спрема побуну. Суочен с издајом која му раздире душу, Џим постаје мушкарац који проналази снагу да се суочи са побуњеницима и пронађе „благо“ веће него што је икад замишљао.

## Улоге
| Улога           | Оригинални глас    | Српски глас         |
| --------------- | ------------------ | ------------------- |
| Господин Стрела | Роско Ли Браун     | Дарко Томовић       |
| Онус            | Кори Бартон        | Срђан Јовановић     |
| Морф            | Дејн Дејвис        | Марија Маша Дакић   |
| Џим Хокинс      | Џозеф Гордон-Левит | Срђан Јовановић     |
| Приповедач      | Тони Џеј           | Феђа Стојановић     |
| Мали Џим        | Остин Мајорс       | Паулина Манов       |
| Били Коска      | Патрик Макгуан     | Срђан Јовановић     |
| Сара Хокинс     | Лори Мекалф        | Паулина Манов       |
| Џон Сребрни     | Брајан Муреј       | Бранко Јеринић      |
| Доктор Доплер   | Дејвид Хајд Пирс   | Бранислав Зеремски  |
| Б.Е.Н.          | Мартин Шорт        | Милан Антонић       |
| Капетан Амелија | Ема Томпсон        | Мариана Аранђеловић |
| Скруп           | Мајкл Винкот       | Дарко Томовић       |